# Mitsubishi Galant EA0
Der Mitsubishi Galant EA0 stellt die achte Generation des Mitsubishi Galant dar. Das Fahrzeug wurde im August 1996 eingeführt und ist seit Oktober 2004 nicht mehr im Programm.

## Typen
Zum Marktstart standen in Deutschland zwei Ottomotoren im Programm: Der 2,0-Liter-Vierzylinder und der V6 mit 2,5 Liter Hubraum.
Im Februar 1999 wurden die zwei Varianten ergänzt mit dem 2,4-l-GDI-Ottomotor. Dieser hatte jedoch bei höherer Laufleistung Probleme mit der Verkokung des Ansaugtraktes, welches durch Carbonblastern  und Schließung der Abgasrückführung behoben werden kann.
Des Weiteren gab es auch einen 2,0-l-Dieselmotor mit 66 kW (90 PS). Dieser wurde in Deutschland jedoch nicht angeboten, weil die Vorkammereinspritzung des Turbodiesels von Mitsubishi gegenüber der weit verbreiteten TDI-Technik als chancenlos betrachtet wurde.
1997 gab es auch die Sport-Version. Diese wurde jedoch anscheinend erst ab der zweiten Auflage im Jahr 1999 häufiger verkauft. Der Preis lag zwischen 44.990 DM (Limousine mit 2,0) und 50.390 DM (Kombi mit 2,5).
Die Linie Avance kam im Sommer 1999 hinzu. Sie war abgeleitet von der Sport-Version, was an der Frontschürze erkennbar war.
In den asiatischen Ländern wurde die Kombiversion unter dem Namen Legnum verkauft. Deutlich erkennbar unterscheidet sich hier (ab dem Facelift im Februar 1999) die Heckklappe von denen der europäischen Version. Anders gestaltete Heckleuchten und der Legnum-Schriftzug sind hier auffällig.
Schon ab August 1998 wurde das Schwester-Modell der Limousine in einigen asiatischen Ländern unter dem Namen Aspire angeboten. Diese ähneln anscheinend alle dem deutschen Avance-Modell. Hinter den Radläufen fehlt hier die Avance-Verspoilerung. Die Motorisierung des Aspire war aber nur der 2,0-l-Motor, während der Avance nur den 2,4-l-GDI oder den 2,5-l-Motor beherbergt.
In Japan und Großbritannien erschien der Galant auch als Rechtslenker in der Ausführung VR4. Diese sportlichste Version verfügt über einen V6-Twin-Turbomotor mit 24 Ventilen, der 206 kW (280 PS) leistet, hat eine Höchstgeschwindigkeit von über 240 km/h und einen intelligenten Allradantrieb mit Active Yaw Control an der Hinterachse wie später beim Lancer Evolution.
Die technischen Daten beziehen sich, wo nicht anders angegeben, auf die Limousine mit Fünfgang-Schaltung von 1996 bis 2001.

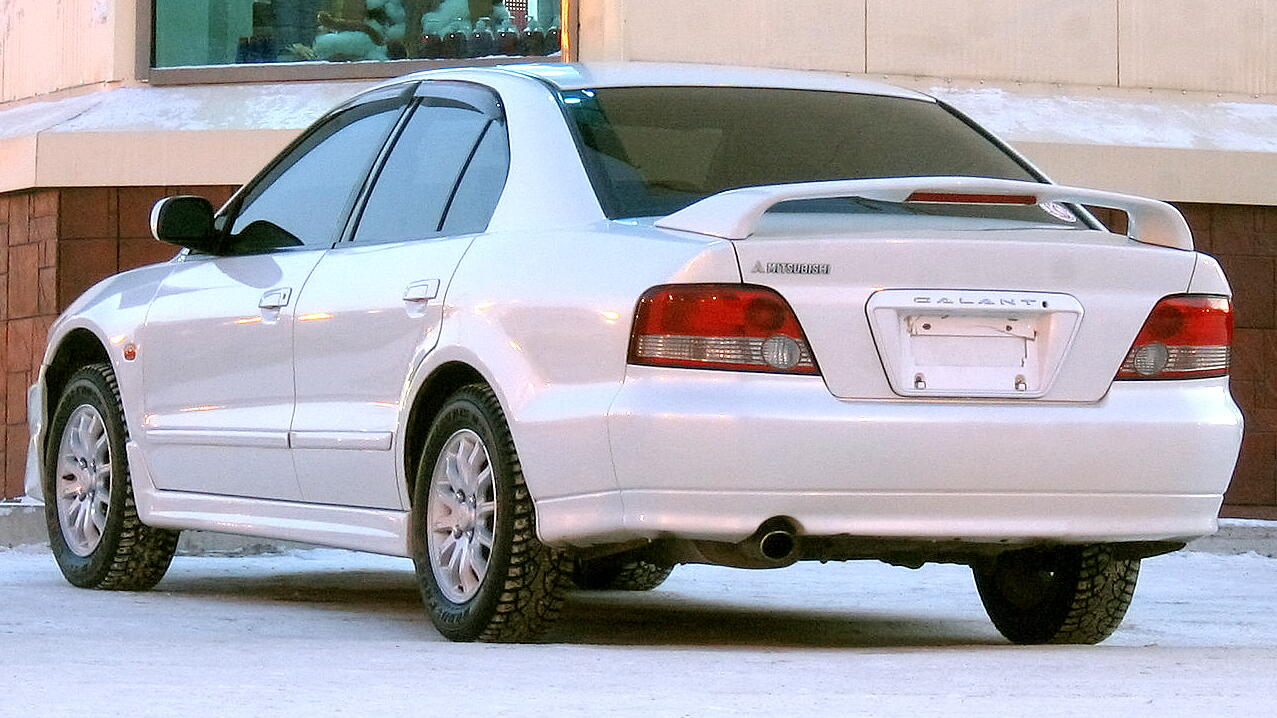
Heckansicht
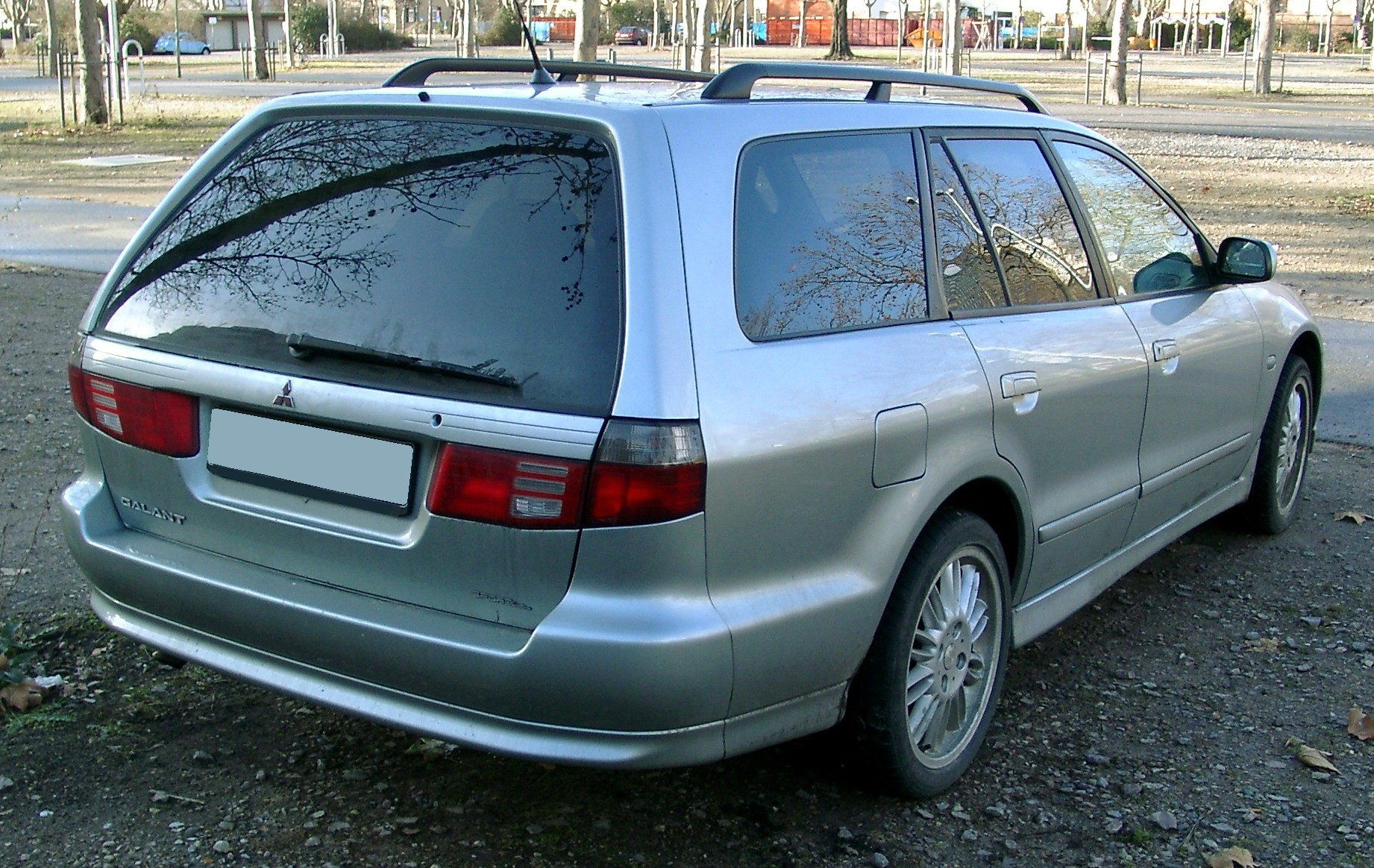
Mitsubishi Galant Kombi
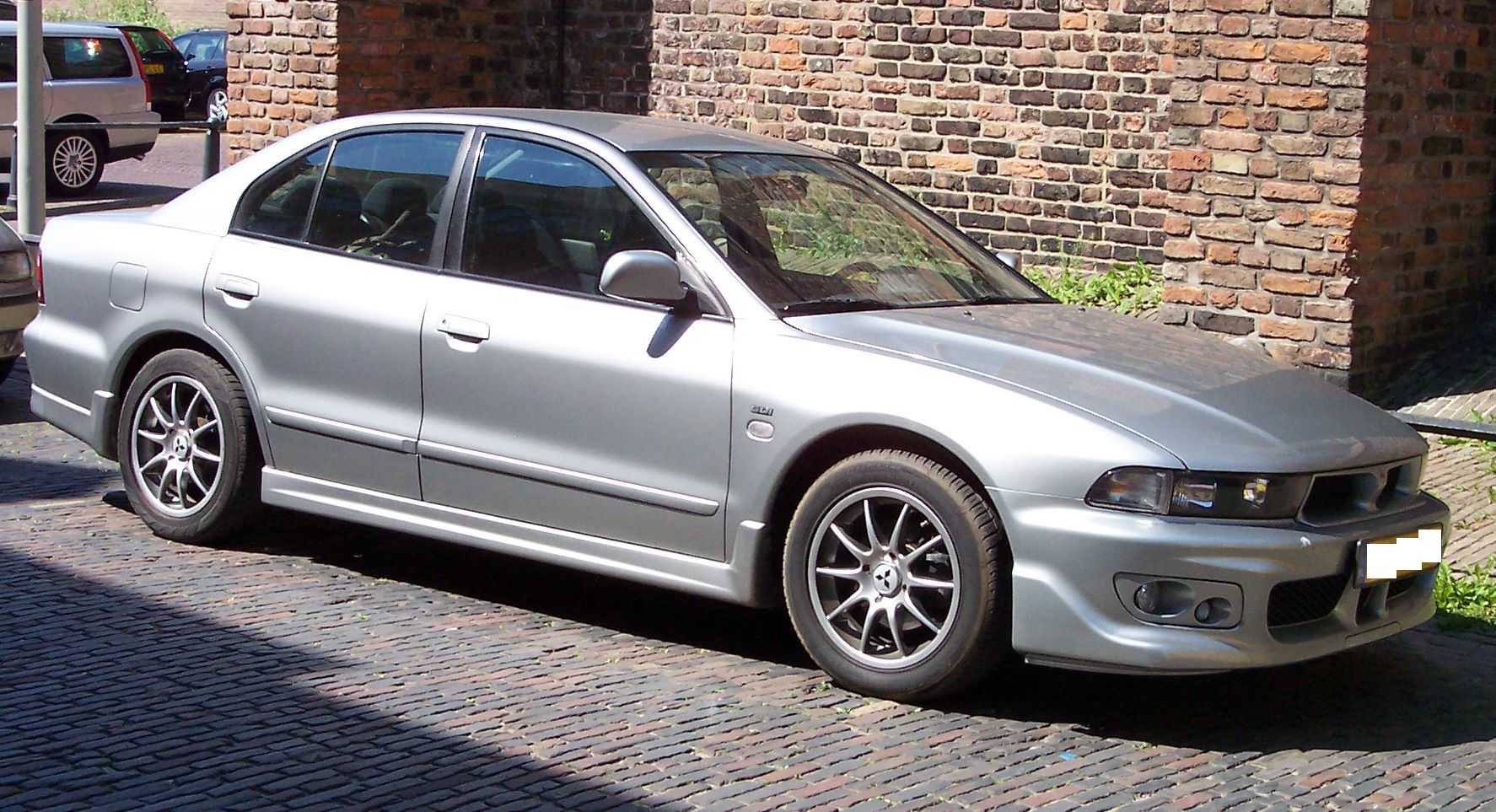
Mitsubishi Galant Avance (1999)

## Motorenvarianten in Europa
| Werkscode                                                                     | Werkscode                                                                     | EA2A                         | EA3A                                                   | EA5A                         | EA6A                          |
| ----------------------------------------------------------------------------- | ----------------------------------------------------------------------------- | ---------------------------- | ------------------------------------------------------ | ---------------------------- | ----------------------------- |
| Modell                                                                        | Modell                                                                        | 2.0 MPI 16V                  | 2.4 GDI 16V                                            | 2.5 MPI 24V                  | 2.0 TD 8V                     |
| Motorcode                                                                     | Motorcode                                                                     | 4G63                         | 4G64                                                   | 6A13                         | 4D68                          |
| Motorbauart                                                                   | Motorbauart                                                                   | R4                           | R4                                                     | V6 (60°)                     | R4                            |
| Ventilsteuerung                                                               | Ventilsteuerung                                                               | SOHC                         | DOHC                                                   | SOHC                         | SOHC                          |
| Hubraum                                                                       | Hubraum                                                                       | 1997 cm³                     | 2350 cm³                                               | 2498 cm³                     | 1998 cm³                      |
| Bohrung                                                                       | Bohrung                                                                       | 85,0 mm                      | 86,5 mm                                                | 81,0 mm                      | 82,7 mm                       |
| Hub                                                                           | Hub                                                                           | 88,0 mm                      | 100,0 mm                                               | 80,8 mm                      | 93,0 mm                       |
| Verdichtungsverhältnis                                                        | Verdichtungsverhältnis                                                        | 10,0 : 1                     | 11,5 : 1 (ab 2001: 10,8 : 1)                           | 9,5 : 1                      | 22,4 : 1                      |
| Maximaldrehzahl                                                               | Maximaldrehzahl                                                               | 6500/min                     | 6000/min                                               | 7250/min                     | 5000/min                      |
| Maximale Leistung                                                             | bis 2001                                                                      | 100 kW (136 PS) bei 6000/min | 110 kW (150 PS) bei 5500/min                           | 120 kW (163 PS) bei 5750/min | 66 kW (90 PS) bei 4500/min    |
| Maximale Leistung                                                             | ab 2001                                                                       | 98 kW (133 PS) bei 6000/min  | 106 kW (144 PS) bei 5500/min                           | 118 kW (160 PS) bei 5750/min | -                             |
| Maximales Drehmoment                                                          | bis 2001                                                                      | 178 Nm bei 4500/min          | 225 Nm bei 3500/min                                    | 223 Nm bei 4500/min          | 202 Nm bei 2500/min           |
| Maximales Drehmoment                                                          | ab 2001                                                                       | 175 Nm bei 4500/min          | 211 Nm bei 3500/min                                    | 218 Nm bei 4500/min          | -                             |
| Zündfolge                                                                     | Zündfolge                                                                     | 1-3-4-2                      | 1-3-4-2                                                | 1-2-3-4-5-6                  | 1-3-4-2                       |
| Leerlaufdrehzahl (AT)                                                         | Leerlaufdrehzahl (AT)                                                         | 750 ± 100/min                | 600 (650) ± 100/min                                    | 650 ± 100/min                | 800 ± 30/min                  |
| 0–100 km/h (AT)                                                               | Limousine                                                                     | 9,7 (11,9) s                 | 9,1 (11,1) s                                           | 8,2 (9,6) s                  | 12,8 s                        |
| 0–100 km/h (AT)                                                               | Kombi                                                                         | 10,0 (12,2) s                | 9,3 (11,5) s                                           | 8,5 (9,9) s                  | 13,3 s                        |
| Vmax (AT)                                                                     | Limousine                                                                     | 210 (200) km/h               | 215 (205) km/h                                         | 225 (215) km/h               | 180 km/h                      |
| Vmax (AT)                                                                     | Kombi                                                                         | 200 (190) km/h               | 205 (195) km/h                                         | 215 (205) km/h               | 170 km/h                      |
| Verbrauch (Stadt/Land/Mix)                                                    | Verbrauch (Stadt/Land/Mix)                                                    | 11,4/6,4/8,2 l/100 km        | 11,5/6,3/8,2 l/100 km (ab 2001: 12,0/6,7/8,6 l/100 km) | 13,0/6,7/9,0 l/100 km        | 9,2/5,6/6,9 l/100 km          |
| Gewicht                                                                       | Gewicht                                                                       | 1260 kg                      | 1320 kg                                                | 1290 kg                      | 1300 kg                       |
| Bemerkungen                                                                   | Bemerkungen                                                                   |                              | nicht für E10-Kraftstoff geeignet                      |                              | nicht auf dem deutschen Markt |
| Drehmoment (rosa) in Nm Leistung (blau) in PS, Verlauf über Drehzahl in 1/min | Drehmoment (rosa) in Nm Leistung (blau) in PS, Verlauf über Drehzahl in 1/min | Galant EA0 2.0e              | Galant EA0 2.4gdi                                      | Galant EA0 2.5v6             | Galant EA0 2.0d               |
| Motorraum                                                                     | Motorraum                                                                     | Galant EA0 2.0e              | Galant EA0 2.4gdi                                      | Galant EA0 2.5v6             | Galant EA0 2.0d               |

## Abmessungen
| (mm)              | (mm)              | Limousine         | Kombi             |
| ----------------- | ----------------- | ----------------- | ----------------- |
| Gesamtlänge       | Gesamtlänge       | 4630              | 4680              |
| Gesamtbreite      | Gesamtbreite      | 1740              | 1740              |
| Gesamthöhe        | Gesamthöhe        | 1415              | 1445              |
| Radstand          | Radstand          | 2635              | 2635              |
| Spurweite         | vorne             | 1510              | 1510              |
| Spurweite         | hinten            | 1505              | 1505              |
| Überhang          | vorne             | 930               | 930               |
| Überhang          | hinten            | 1065              | 1115              |
| Bodenfreiheit     | Bodenfreiheit     | 150               | 150               |
| Kofferraumvolumen | Kofferraumvolumen | 470 l             | 420 l             |
| cw-Wert           | cw-Wert           | 0,29              | 0,33              |
| Felgen            | 14"               | 5,5 JJ / ET 46    | 5,5 JJ / ET 46    |
| Felgen            | 15"               | 6,0 JJ / ET 46    | 6,0 JJ / ET 46    |
| Felgen            | 17"               | 7,0 JJ / ET 40    | 7,0 JJ / ET 40    |
| Felgen            | Lochkreis         | 114,3 mm / 4 Loch | 114,3 mm / 4 Loch |

## Gewichte

### 1996 bis 2000
| (kg)             | (kg)      | 2.0 MPI 16V | 2.4 GDI 16V | 2.5 MPI 24V | 2.0 TD 8V |
| ---------------- | --------- | ----------- | ----------- | ----------- | --------- |
| Leergewicht (AT) | Limousine | 1260 (1280) | 1320 (1340) | 1290 (1310) | 1300      |
| Leergewicht (AT) | Kombi     | 1310 (1330) | 1370 (1390) | 1340 (1360) | 1350      |
| Gesamtgewicht    | Limousine | 1775        | 1835        | 1805        | 1795      |
| Gesamtgewicht    | Kombi     | 1830        | 1890        | 1860        | 1850      |
| Achslast vorne   | Limousine | 925         | 985         | 955         | 955       |
| Achslast vorne   | Kombi     | 920         | 980         | 950         | 950       |
| Achslast hinten  | Limousine | 850         | 850         | 850         | 840       |
| Achslast hinten  | Kombi     | 910         | 910         | 910         | 900       |

### 2001 bis 2004
| (kg)                                       | (kg)      | 2.0 MPI 16V | 2.4 GDI 16V | 2.5 MPI 24V |
| ------------------------------------------ | --------- | ----------- | ----------- | ----------- |
| Gewicht mit vollem Tank ohne Insassen (AT) | Limousine | 1295 (1315) | 1345 (1365) | 1325 (1345) |
| Gewicht mit vollem Tank ohne Insassen (AT) | Kombi     | 1345 (1365) | 1395 (1415) | 1375 (1395) |
| Max. Brutto Fahrzeuggewicht                | Limousine | 1880        | 1930        | 1910        |
| Max. Brutto Fahrzeuggewicht                | Kombi     | 1935        | 1985        | 1965        |
| Max. Achslast vorne                        | Limousine | 915         | 965         | 945         |
| Max. Achslast vorne                        | Kombi     | 910         | 960         | 940         |
| Max. Achslast hinten                       | Limousine | 965         | 965         | 965         |
| Max. Achslast hinten                       | Kombi     | 1025        | 1025        | 1025        |

## Getriebe

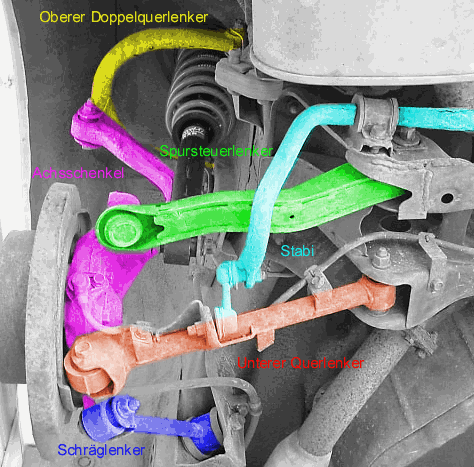
Hinterachsaufhängung des Mitsubishi Galant EA0

Beim Mitsubishi Galant EA0 gab es für alle Motor- und Karosserievarianten ein voll synchronisiertes mechanisches Fünfgang-Getriebe und wahlweise für die Ottomotoren ein computergesteuertes lernfähiges Viergang-Automatikgetriebe "Invecs II" genannt.

### Mechanisches Getriebe
Im Mitsubishi Galant EA0 wurde das schrägverzahnte Getriebe F5M42-x eingesetzt, welches zusammen mit Kupplung und Differenzial eine Einheit bildet. Die Anpassungen an den Motor wurden über das Getriebe selbst vorgenommen, die Endübersetzung aller Fahrzeuge ist 3,722.

#### Übersetzung
| Werkscode       | Werkscode       | EA2A        | EA3A        | EA5A        | EA6A      |
| --------------- | --------------- | ----------- | ----------- | ----------- | --------- |
| Modell          | Modell          | 2.0 MPI 16V | 2.4 GDI 16V | 2.5 MPI 24V | 2.0 TD 8V |
| Übersetzungen   | Übersetzungen   | D           | G           | F           | E         |
| 1. Gang         | 1. Gang         | 3,583       | 3,583       | 3,583       | 3,583     |
| 2. Gang         | 2. Gang         | 1,947       | 1,947       | 1,947       | 1,947     |
| 3. Gang         | 3. Gang         | 1,379       | 1,266       | 1,379       | 1,379     |
| 4. Gang         | 4. Gang         | 1,030       | 0,970       | 1,030       | 1,030     |
| 5. Gang         | 5. Gang         | 0,820       | 0,767       | 0,767       | 0,733     |
| Retourgang      | Retourgang      | 3,363       | 3,363       | 3,363       | 3,363     |
| Achsübersetzung | Achsübersetzung | 3,722       | 3,722       | 3,722       | 3,722     |
| Übersetzungen   | Übersetzungen   | D           | G           | F           | E         |

#### Maximale Geschwindigkeiten
Die maximal mit einem Gang erreichbaren Geschwindigkeiten ohne Berücksichtigung von Schlupf und Windwiderstand auf Serienbereifung in km/h:
| Werkscode         | Werkscode         | EA2A        | EA3A        | EA5A        | EA6A       |
| ----------------- | ----------------- | ----------- | ----------- | ----------- | ---------- |
| Modell            | Modell            | 2.0 MPI 16V | 2.4 GDI 16V | 2.5 MPI 24V | 2.0 TD 8V  |
| maximale Drehzahl | maximale Drehzahl | 6.500/min   | 6.000/min   | 6.500/min   | 5.000/min  |
| Serienbereifung   | Serienbereifung   | 195/65 R14  | 195/60 R15  | 205/60 R15  | 185/70 R14 |
| 1. Gang           | 1. Gang           | 56,0        | 52,2        | 57,6        | 43,4       |
| 2. Gang           | 2. Gang           | 103,0       | 96,0        | 106,0       | 79,9       |
| 3. Gang           | 3. Gang           | 145,4       | 147,6       | 149,7       | 112,9      |
| 4. Gang           | 4. Gang           | 194,7       | 192,7       | 200,4       | 151,1      |
| 5. Gang           | 5. Gang           | 244,5       | 243,6       | 269,1       | 212,3      |
| Retourgang        | Retourgang        | 59,6        | 55,6        | 61,4        | 46,3       |

### Automatisches Getriebe
Im Mitsubishi Galant EA0 wurde wahlweise das Automatikgetriebe F4A42-x verbaut. Die Anpassung der Motoren an das Fahrzeug erfolgt über die Endübersetzung.
Von August 1996 bis Februar 1999 wurde eine klassische Schaltkulisse mit Sperrung auf die Gänge 3, 2 oder 1 z. B. für sportliches Fahren oder zur händischen Steuerung der Motorbremse verbaut. Zusätzlich hatte diese Version einen "Hold"-Knopf, bei dem ein herunterschalten verhindert wird, und z. B. mit dem zweiten Gang auf rutschigem Untergrund angefahren werden kann.
Ab Februar 1999 wurde eine Steptronic-Kulisse verbaut. In der linken Gasse waren die automatischen Gänge und wenn in der D-Stellung der Schalthebel in die rechte Gasse geschoben wurde, blieb der aktuelle Gang gesperrt. Durch Drücken nach vorne oder nach hinten wurde jeweils händisch hinauf oder hinunter geschaltet.

#### Übersetzung
| Werkscode       | Werkscode       | EA2A        | EA3A        | EA5A        |
| --------------- | --------------- | ----------- | ----------- | ----------- |
| Modell          | Modell          | 2.0 MPI 16V | 2.4 GDI 16V | 2.5 MPI 24V |
| 1. Gang         | 1. Gang         | 2,842       | 2,842       | 2,842       |
| 2. Gang         | 2. Gang         | 1,529       | 1,529       | 1,529       |
| 3. Gang         | 3. Gang         | 1,000       | 1,000       | 1,000       |
| 4. Gang         | 4. Gang         | 0,712       | 0,712       | 0,712       |
| Retourgang      | Retourgang      | 2,480       | 2,480       | 2,480       |
| Achsübersetzung | Achsübersetzung | 4,041       | 3,769       | 3,769       |

#### Maximale Geschwindigkeiten
Die maximal mit einem Gang erreichbaren Geschwindigkeiten ohne Berücksichtigung von Schlupf und Windwiderstand auf Serienbereifung in km/h:
| Werkscode         | Werkscode         | EA2A        | EA3A        | EA5A        |
| Modell            | Modell            | 2.0 MPI 16V | 2.4 GDI 16V | 2.5 MPI 24V |
| Maximale Drehzahl | Maximale Drehzahl | 6.500/min   | 6.000/min   | 6.500/min   |
| Serienbereifung   | Serienbereifung   | 195/65 R14  | 195/60 R15  | 205/60 R15  |
| 1. Gang           | 1. Gang           | 65,0        | 64,9        | 71,7        |
| 2. Gang           | 2. Gang           | 120,8       | 120,7       | 133,3       |
| 3. Gang           | 3. Gang           | 184,7       | 184,5       | 203,8       |
| 4. Gang           | 4. Gang           | 259,4       | 259,2       | 286,3       |
| Retourgang        | Retourgang        | 74,5        | 74,4        | 82,2        |